# Foulkesmill
Foulkesmill (en gaèlic irlandès Muileann Fúca) és un poblet d'Irlanda, al comtat de Wexford, a la província de Leinster.

## Transport públic
Tres rutes del Bus Éireann passen per Foulkesmill; la 370 la uneix a Waterford via New Ross de dilluns a dissabte amb viatge de tornada al vespre. La ruta 372 només transcorre el dilluns i la ruta 371 de només els divendres l'enllaça amb Wexford.

## Història
El nom irlandès Muileann Fúcafou anglicitzat com a Mullinfooky. El nom anglès prové de Sir Foulkes Furlong (c.1410-???) qui fou Senescal de Bree.
Als voltants del poble va tenir lloc una batalla el 20 de juny de 1798, durant la rebel·lió irlandesa de 1798. És coneguda com la Batalla de Horetown (o Goff's Bridge, o Foulksmills). Un gran contingent d'Irslandesos Units armats amb piques s'enfrontaren a un petit grup de soldats britànics armats amb rifles i canons comandats pel general John Moore; ambdós bàndols es retiraren després d'un intens combat.